# Afghanische Fußballnationalmannschaft/Olympische Spiele
Die afghanische Nationalmannschaft hatte ihr Debüt auf der olympischen Bühne bei den Spielen im Jahr 1948. Danach nahm man aber entweder gar nicht erst teil oder qualifizierte sich nicht.

## Ergebnisse bei den Olympischen Spielen

### 1948
Im Jahr des FIFA-Beitritts nahm die Mannschaft auch das erste und bislang einzige Mal am olympischen Turnier teil. In der Vorrunde traf man hier auf Luxemburg, gegen das man mit 0:6 unterlag.

### 1956 bis 1992
In der zweiten Hälfte des 20. Jahrhunderts nahm die Mannschaft nicht mehr an der Qualifikation für die Olympischen Spiele teil bzw. zog sich in einem frühen Stadium von dieser zurück.

### Seit 1992
Seit das IOC das olympische Fußballturnier der Männer auf U-23-Mannschaften beschränkt hat, ist es die Aufgabe von deren U-23-Mannschaft, sich für die Spiele zu qualifizieren. Bislang gelang es dieser Mannschaft aber noch nicht, sich für die Spiele zu qualifizieren. Seit 2014 erfolgt die Qualifikation über die U-23-Asienmeisterschaft.